# Цукуми
Цукуми (яп. 津久見市 Цукуми-си) — город в Японии, находящийся в префектуре Оита. Площадь города составляет 79,55 км², население — 18 459 человек (1 августа 2014), плотность населения — 232,04 чел./км².

## Географическое положение
Город расположен на острове Кюсю в префектуре Оита региона Кюсю. С ним граничат города Саики, Усуки.

## Население
Население города составляет 18 459 человек (1 августа 2014), а плотность — 232,04 чел./км². Изменение численности населения с 1980 по 2005 годы:
| 1980 | 30 454 чел. |  |
| 1985 | 28 836 чел. |  |
| 1990 | 26 797 чел. |  |
| 1995 | 24 848 чел. |  |
| 2000 | 23 164 чел. |  |
| 2005 | 21 456 чел. |  |

## Символика
Деревом города считается Quercus phillyraeoides, цветком — Citrus tachibana.